# Hyperolius fusciventris
Hyperolius fusciventris és una espècie de granota de la família dels hiperòlids que viu a Benín, Camerun, Costa d'Ivori, Ghana, Guinea, Libèria, Nigèria, Sierra Leona i Togo.
Està amenaçada d'extinció per la pèrdua del seu hàbitat natural.